# Orazio Antinori

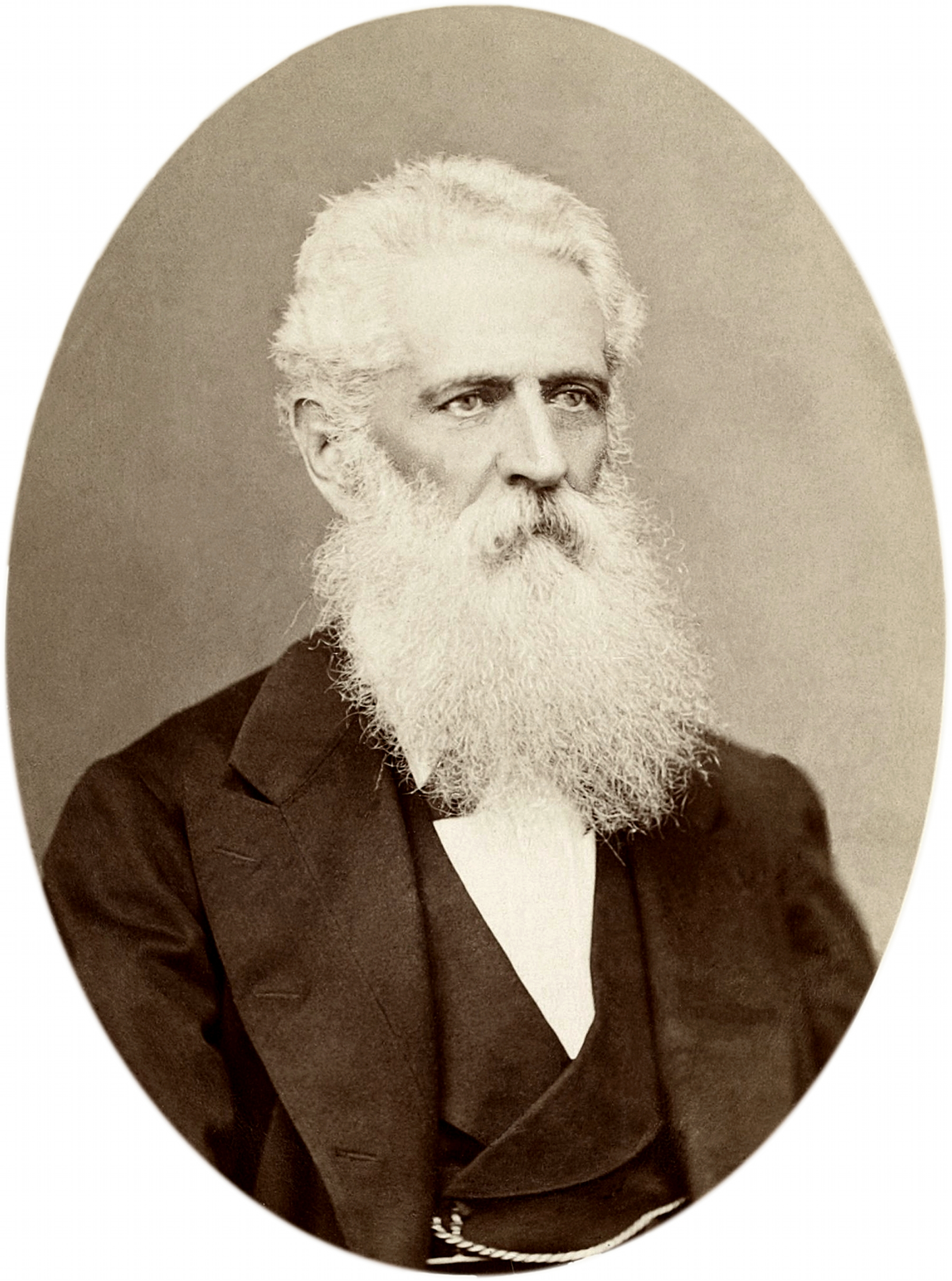
Orazio Antinori

Orazio Antinori (* 23. Oktober 1811 in Perugia; † 26. August 1882 in Shewa, Äthiopien) war ein italienischer Zoologe und Reisender.

## Biographie
Orazio Antinori studierte Naturwissenschaften in Perugia und Rom. Antinori unterstützte Charles Lucien Jules Laurent Bonaparte bei der Einrichtung seiner zoologischen Sammlungen und zeichnete für dessen Buch Iconografia della Fauna Italica.
In der Mitte der 1840er Jahre beteiligte er sich an politischen Bestrebungen und war dabei auch journalistisch tätig. Er kämpfte 1848 bei Velletri gegen die Neapolitaner und war im Range eines Hauptmanns bei der Verteidigung Roms. Der Einzug der französischen Truppen trieb ihn in die Verbannung.
Er begab sich nach Athen und ein Jahr später nach Smyrna, das er zum Mittelpunkt seiner wissenschaftlichen, namentlich ornithologischen, Ausflüge machte. Im Jahre 1854 begleitete Antinori die Fürstin Cristina Belgiojoso nach Syrien, kehrte dann nach Smyrna zurück und durchwanderte von hier aus ganz Kleinasien.
1859 ging er nach Ägypten und bereiste 1860–61 mit Carlo Piaggia die oberen Nilländer. Seine wertvolle ornithologische Sammlung verkaufte er nach der Heimkehr an das Museum in Turin und lieferte über dieselbe einen vortrefflichen Katalog (Mailand 1864). Nach einem mehrjährigen Aufenthalt in Italien machte er einen Ausflug nach Tunesien, befand sich 1869 bei Eröffnung des Suezkanals unter den Vertretern Italiens und schloss sich dann der Expedition Sapetos und Beccaris nach Abessinien an, wo er längere Zeit verweilte und reiche zoologische Ernte hielt. Nach Italien zurückgekehrt, wurde Antinori zum Sekretär der italienischen geographischen Gesellschaft (in Rom) ernannt.
Im Jahr 1874 ging er zur Erforschung der Schotts nach Tunis, und 1876 führte er eine Expedition nach Zentralafrika. Er drang vom Busen von Aden nach Schoa vor und starb daselbst am 26. August 1882 in der italienischen Station Lèt-Marefià in Äthiopien.

## Werke
- Catalogo descrittivo di una collezione di uccelli, fatta nell'interno dell'Affrica centrale nord dal maggio 1859 al luglio 1861. Milano 1864 doi:10.5962/bhl.title.48862
- Viaggio dei Signori O. Antinori, O. Beccari ed A. Issel nel mar Rosso, nel territorio dei Bogos e regioni circostanti durante gli anni 1870-71. Genua 1873 doi:10.5962/bhl.title.53555

Dieser Artikel basiert auf einem gemeinfreien Text aus Meyers Konversations-Lexikon, 4. Auflage von 1888 bis 1890.
| Personendaten    | Personendaten                       |
| ---------------- | ----------------------------------- |
| NAME             | Antinori, Orazio                    |
| KURZBESCHREIBUNG | italienischer Zoologe und Reisender |
| GEBURTSDATUM     | 23. Oktober 1811                    |
| GEBURTSORT       | Perugia                             |
| STERBEDATUM      | 26. August 1882                     |
| STERBEORT        | Shewa                               |